# براد سانت لويس
براد سانت لويس (بالإنجليزية: Brad St. Louis)‏ هو لاعب كرة قدم أمريكية أمريكي، ولد في 19 أغسطس 1976 في بيلتون في الولايات المتحدة.

## وصلات خارجية
- براد سانت لويس على موقع مرجع كرة القدم المحترفة.كوم (الإنجليزية)